# Villanueva del Campillo
Villanueva del Campillo – gmina w Hiszpanii, w prowincji Ávila, w Kastylii i León, o powierzchni 45,99 km². W 2011 roku gmina liczyła 112 mieszkańców.